# La Chapelle-Haute-Grue
La Chapelle-Haute-Grue is een plaats en voormalige gemeente in het Franse departement Calvados in de regio Normandië en telt 52 inwoners (2009).

## Geschiedenis
Op 1 januari 2016 fuseerde La Chapelle-Haute-Grue met La Brévière, Sainte-Foy-de-Montgommery en Saint-Germain-de-Montgommery tot de huidige gemeente Val-de-Vie. Deze gemeente maakt deel uit van het arrondissement Lisieux.

## Geografie
De oppervlakte van La Chapelle-Haute-Grue bedraagt 2,9 km², de bevolkingsdichtheid is dus 17,9 inwoners per km².
De onderstaande kaart toont de ligging van La Chapelle-Haute-Grue met de belangrijkste infrastructuur en aangrenzende gemeenten.

## Demografie
Onderstaande figuur toont het verloop van het inwonertal (bron: INSEE-tellingen).
Vanwege een beveiligingsprobleem met de MediaWiki Graph-software is het momenteel niet mogelijk deze grafiek weer te geven. Zodra de software is bijgewerkt zal de grafiek vanzelf weer zichtbaar worden.